# Heteranthera multiflora
Heteranthera multiflora är en vattenhyacintväxtart som först beskrevs av August Heinrich Rudolf Grisebach, och fick sitt nu gällande namn av C.N.Horn. Heteranthera multiflora ingår i släktet Heteranthera och familjen vattenhyacintväxter. Inga underarter finns listade.